# Ивановка (Коровинский сельсовет)
Ивановка — посёлок в Бугурусланском районе Оренбургской области в составе Коровинского сельсовета.

## География
Находится на расстоянии примерно 6 километров по прямой на север-северо-восток от центра сельсовета села Коровино.

## Население
Население составляло 58 человек в 2002 году (мордва 62 %, татары 30 %), 25 по переписи 2010 года.